# Viperidae
Viperidae (hugorme) er en familie af giftslanger som findes over hele verden, undtagen i Antarktis, Australien, New Zealand, Irland, Madagaskar, Hawaii, forskellige andre isolerede øer, og nord for polarcirklen . Alle har relativt lange, hængslede tænder der tillader dyb indtrængen og injektion af giften. Fire underfamilier er i øjeblikket anerkendt  De er også kendt som viperids.

## Underfamilier
| Underfamilie | Taxon forfatter         | Slægter | Arter | Almindeligt navn | Geografisk udbredelse |
| ------------ | ----------------------- | ------- | ----- | ---------------- | --- |
| Azemiopinae  | Liem, Marx & Rabb, 1971 | 1       | 1     | Bjerghugorme     | Myanmar, sydøstlige Tibet på tværs af det sydlige Kina (Fujian, Guangxi, Jiangxi, Kweichow, Sichuan Yunnan, Zhejiang) til det nordlige Vietnam                                                                           |
| Causinae     | Cope, 1859              | 1       | 6     | Nat adders       | Subsaharisk Afrika |
| Crotalinae   | Oppel, 1811             | 18      | 151   | Grubeorme        | I Gamle Verden fra det østlige Europa mod øst gennem Asien til Japan, Taiwan, Indonesien, halvø Indien og Sri Lanka, i Nye Verden fra det sydlige Canada sydpå gennem Mexico og Mellemamerika til det sydlige Sydamerika |
| Viperinae    | Oppel, 1811             | 12      | 66    | Hugorme          | Europa, Asien, og Afrika |

Type genus = Vipera — Laurenti, 1768